# Edvard Bech
Edvard Bech (født 4. maj 1812 i København, død 9. juli 1873 i Stuttgart) var en dansk-amerikansk fabrikant og konsul, far til Sophie Oxholm.

## Karriere
Han var søn af grosserer og skibsreder Jørgen Peter Bech (1782-1846) og Ellen Sophie Magdalene Meyer (1784-1846) og blev 1832 student fra Borgerdydskolen i København. Han tog 1833 Anden Eksamen og var i 1835 på studierejse til Lübeck. I 1838 kom Bech til New York, hvor han blev korresponderende sekretær for firmaet Goodhue & Co. Fra 1841 var han købmand i New York (Edv. Bech & Co, fra 1844 Edv. Bech & Kunhardt). I 1851 flyttede han til Poughkeepsie, hvor han boede på adressen 57 Market Street i ca. ti år.
Edvard Bech blev optaget af handlen med råjern og etablerede Tuckerman and Bech Iron Company, som fik fremgang takket være Delaware and Hudson Canal og Delaware and Hudson Railway. Bech så mulighederne i Poughkeepsie som midtpunkt for jernindustrien. Kullet ankom fra vest, jernet fra nord og bearbejdningen af jernet fandt sted i byerne og staterne New York, Brooklyn, New England og Boston. Bech var også partner i Cunard Steamship Company. Hans virksomhed blev videreført af sønnen George og fandtes i 47 år.
Ved sin død i 1873 efterlod Edvard Bech et bo vurderet til $1.837.342, svarende til ca. 34 mio. $ i 2014-priser. Hans søn George varetog familiefirmaet indtil sin død i 1890, og hans enke beholdt Rosenlund indtil sin død i 1900. I 1908 blev ejendommen solgt til brødrene Marist, som senere grundlagde Marist College.
Fra 1842 til 1858 var han dansk konsul og blev 5. oktober 1854 Ridder af Dannebrog. 1867 vendte han tilbage til Danmark.
Han blev gift 11. september 1846 med Charlotte Elizabeth McCarthy Hossack (2. marts 1808 i Canada - 29. maj 1900 på Rosenlund, Poughkeepsie), som første gang havde været gift (15. juni 1835) med købmand Rodolph Gothard Sigvart Braem (1801-1838).

## Landsted
I 1863 købte Bech et landsted på 65 acre (Hickory Grove) ved Poughkeepsie og Hudson River, som han kaldte Rosenlund. Han engagerede arkitekten Detlef Lienau, som stammede fra Holsten, til at tegne sit nye landsted, men kun domestikbygningerne blev opført. Lienaus tegninger findes nu i Avery Collection under Columbia University. Rosenlunds tre domestikbygninger kendt som Greystone, St. Peter's og Kieran Gate House blev optaget på National Register of Historic Places i 1991.